# バグ・ホール
バグ・ホール（Bug Hall、1985年2月4日 - ）は、アメリカ合衆国の俳優。

## 出演作品
- Major Crimes 〜重大犯罪課 シーズン2
- レボリューション2
- CSI:13 科学捜査班
- スパイダー・シティ（英語版）（ポール）
- 新ビバリーヒルズ青春白書 シーズン4
- CSI:ニューヨーク8
- NIKITA / ニキータ シーズン2
- FLYING FORTRESS　フライング・フォートレス
- メンフィス・ビート　～南部警察 人情派～ シーズン2
- クリミナル・マインド6 ＦＢＩ行動分析課
- NIKITA / ニキータ シーズン1
- 女捜査官グレイス　～天使の保護観察中 シーズン3
- アメリカン・パイ in ハレンチ教科書
- 地球が静止した日
- CSI:マイアミ5
- 遺体安置室 -死霊のめざめ-（キャル）
- チャームド〜魔女3姉妹〜 シーズン7
- コールドケース 迷宮事件簿2
- CSI:5科学捜査班
- 殺しのターゲット
- 探偵少女レクシー
- 誘惑の接吻
- メル
- ビッグ・グリーン／でこぼこイレブン大旋風
- ミクロキッズ3
- ステューピッド／おばかっち地球防衛大作戦